# Ivey's

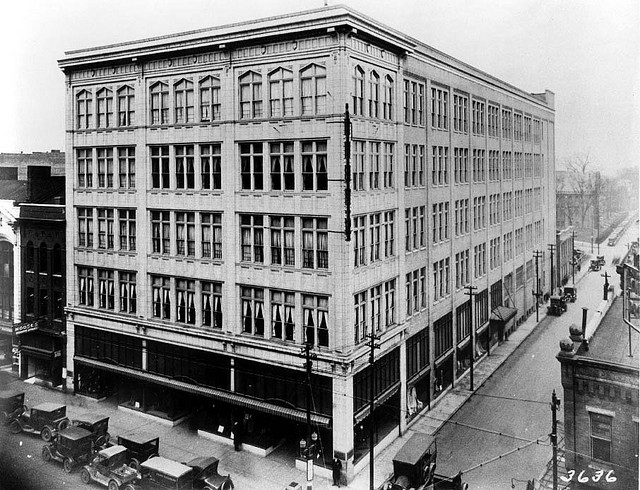

Ivey's (J.B. Ivey & Company) is een voormalige warenhuisketen uit Charlotte, North Carolina. De keten die in 1900 werd opgericht door Joseph Benjamin (J.B.) Ivey, werd in 1990 overgenomen door Dillard's.  

## Geschiedenis
J.B. Ivey opende de eerste Ivey's winkel op 19 februari 1900 aan North Tryon Street in Charlotte, North Carolina. De oorspronkelijke locatie, die anderhalve bouwblok van het stadsplein verwijderd was, resulteerde in slechte verkopen. Later in 1900 verhuisde Ivey de winkellocatie naar het eerste bouwblok van West Trade Street. Het bedrijf groeide en verhuisde in de herfst van 1914 naar 13 North Tryon Street. 
George M. Ivey, de enige zoon van J.B. Ivey, kwam in 1920 bij het bedrijf en verhuisde om het bedrijf om te zetten van een partnerschap in een bedrijf, hetgeen in 1922 werd gerealiseerd.  In 1924 bouwde het bedrijf een nieuwe winkel in Charlotte; tot 1935 de enige winkel bleef. In 1935 opende Ivey's een eerste nevenvestiging in Greenville, South Carolina, en in 1937 een filiaal in Asheville, North Carolina. In de jaren 1940 werd Ivey's een beursgenoteerd bedrijf. 
In 1980 werd Ivey's gekocht door Marshall Field's. Een paar jaar later, in 1982, werd Marshall Field's zelf gekocht door BATUS Retail Group. De Marshall Field's warenhuisdivisies The Crescent, Frederick & Nelson en Ivey sloten zich aan bij de andere BATUS-divisies: Gimbel's, Kohl's en Saks Fifth Avenue. BATUS verkocht Ivey's aan Dillard's in 1990, voorafgaand aan de verkoop van Marshall Field's aan Dayton Hudson Corporation. Ivey's had een luxer assortiment dan Belk, een andere in Charlotte gevestigde keten, die in veel zuidelijke steden een concurrent was van Ivey's. De twee ketens waren vaak beide vertegenwoordigd in veel winkelcentra en in veel stadscentra.

## Vestigingen
In 1975 had Ivey's 20 winkels op de volgende locaties: 
Florida
- Clearwater, Daytona Beach, Jacksonville, Merritt Island, Orange Park, Orlando, Winter Park

Noord Carolina
- Asheville, Chapel Hill, Charlotte, Gastonia, Greensboro, Raleigh

Zuid Carolina
- Greenville